# Il cuore rivelatore
Il cuore rivelatore (The Tell-Tale Heart) è un breve racconto di Edgar Allan Poe, che fu pubblicato per la prima volta nel bostoniano The Pioneer di James Russell Lowell nel gennaio 1843, e poi nel Dollar Newspaper dello stesso mese; Poe lo ripubblicò, dopo averlo rivisto, nel suo periodico The Broadway Journal il 23 agosto 1845.

## Trama
Il racconto è la spiegazione, fatta dall'assassino, dell'omicidio di un vecchio.
L'anonimo protagonista puntualizza immediatamente di essere sano di mente anche se un po' nervoso; durante tutto il racconto vorrà dimostrare la sua lucidità mentale nel premeditare e compiere il crimine.
L'assassino amava il vecchio con cui viveva, ma non sopportava il suo occhio chiaro da avvoltoio, quell'occhio sempre incombente, vitreo, che lo innervosiva, lo faceva letteralmente diventare matto.
Per sette notti a mezzanotte l'assassino era entrato cautamente nella camera del vecchio, ma questi dormiva e quindi non si vedeva il suo occhio malvagio, perciò non era riuscito ad ucciderlo.
Tuttavia l'ottava notte il vecchio si svegliò. Per un'ora intera l'assassino non si mosse. Poteva sentire l'affanno e la tensione del vecchio che si trasformavano in paura mentre il suo battito cardiaco aumentava.
Il protagonista aprì leggermente la sua lanterna cieca e illuminò proprio quell'occhio malvagio; il battito sempre più forte e ossessivo e la paura di essere scoperto lo portò a uccidere il vecchio rovesciandogli il letto addosso.
Si rallegrava poiché quell'occhio non lo avrebbe più turbato. Per occultare il cadavere lo smembrò e lo nascose sotto le tavole del pavimento. Aveva finito tutto alle quattro del mattino.
A quell'ora però erano arrivati tre poliziotti che erano stati chiamati da qualcuno che aveva sentito le grida del vecchio. Ma l'assassino, sicuro di non poter essere scoperto, raccontò che aveva gridato lui nel sonno a causa di un incubo e che il vecchio era in viaggio.
I poliziotti, convinti dalle sue parole, stavano chiacchierando fra di loro. L'assassino cominciò allora a sentire un battito cardiaco sempre più distinto provenire da sotto il pavimento. Per non sentirlo e non farlo sentire, continuò a parlare, cominciò ad agitarsi e a discutere per inezie. I poliziotti sembravano indifferenti a quel rumore anzi sorridevano, tanto che quell'indifferenza parve all'uomo un atteggiamento ingannatore e beffardo, fatto apposta allo scopo di far confessare al protagonista.
In preda alle allucinazioni e alla paura di essere scoperto, o meglio sentendosi scoperto e beffato, l'assassino svelò loro dove aveva nascosto il cadavere.

## Analisi
Il racconto è caratterizzato da un narratore inaffidabile; l'esattezza con cui ripercorre i vari momenti che lo hanno portato all'omicidio, anziché rivelare, come lui vorrebbe, la sua sanità mentale, ne mette in luce la monomania e la paranoia.
Si è generalmente creduto che il narratore de Il cuore rivelatore fosse un uomo.
Alcuni critici hanno ipotizzato che potesse anche trattarsi di una donna; nessun pronome chiarisce questo punto. La storia comincia in medias res, con una confessione - già avviata - del narratore a una persona non identificabile in alcun modo, per la quale si è pensato a una guardia carceraria, un giudice, un giornalista, un dottore o (anacronisticamente) uno psichiatra.
Il narratore descrive la vicenda scendendo molto nel dettaglio.
La storia costituisce uno studio del terrore o, più precisamente, una memoria del terrore, dal momento che il narratore riporta eventi passati. La prima parola del racconto, "True!" ("Questo è vero"), fornisce al tempo stesso un'ammissione di colpevolezza e una garanzia di affidabilità. L'incipit ha inoltre lo scopo di assicurarsi l'attenzione del lettore.
Il narratore non insiste sulla sua innocenza ma sulla sua perfetta salute mentale. Così facendo, tuttavia, la sua posizione si configura come auto-distruttiva, perché nel tentativo di dimostrarla ammette anche pienamente di essere un assassino. Il narratore nega la propria pazzia rivendicando la precisione con cui compie le sue azioni, e fornisce così una spiegazione razionale per un comportamento irrazionale. Si tratta però di una razionalità inficiata dall'assenza di un movente sensato che lo abbia spinto a uccidere il vecchio. Ciononostante, il narratore ammette di essere stato ossessionato giorno e notte dall'idea dell'assassinio, il che intacca ulteriormente la dichiarazione di sanità mentale in assenza di un motivo valido per il delitto.
La scena finale mostra invece in cosa sfoci il sentimento della sua colpevolezza. Come avviene con molti personaggi della narrativa gotica, i nervi prendono il sopravvento e dettano le sue azioni; benché quindi tenti in ogni modo di dimostrare la sua piena sanità mentale, l'ipereccitazione nervosa che gli fa sentire il battito del cuore dietro le assi del pavimento è di fatto la dimostrazione della sua pazzia.
Il narratore afferma che la sua malattia causa ipersensibilità nervosa, analogamente a quanto avviene per Roderick Usher ne La rovina della casa degli Usher (1839) e a quanto avviene nel Colloquio di Monos e Una (1841). Rimane tuttavia poco chiaro se il narratore realmente soffra di una ipersensibilità nervosa o se invece non immagini semplicemente le cose. Assumendo come buona la prima ipotesi, ciò che sente alla fine del racconto potrebbe essere non il cuore del vecchio ma degli Xestobium rufovillosum, dei quali l'autore dice che lo tenevano sveglio la notte e al quale paragona il battito del vecchio terrorizzato. È interessante sapere che il rumore che questo insetto produce nella stagione degli amori, paragonato comunemente a un orologio che ticchetta, sia presagio di morte in alcune superstizioni. In entrambi i casi, rumore confuso con un battito cardiaco o mera allucinazione uditiva che sia, la reazione dei poliziotti, che sorridono a guardare il narratore, molto probabilmente non è scherno di per un colpevole che si ostina a non confessare, ma un tentativo di mascherare il disagio nel vedere l'uomo che si comporta in modo incongruo, parlando in continuazione e agitandosi senza un motivo apparente.
Il tipo di relazione che intercorre tra il vecchio e il protagonista è lasciato nel mistero. Se da un lato nella trama molta attenzione è riservata ai dettagli, dall'altro non si conoscono né il nome né le professioni dei personaggi, e nessuna coordinata geografica viene fornita sul luogo in cui si svolge la vicenda. Il narratore potrebbe essere un servitore o, come si è più spesso supposto, il figlio del vecchio. In tal caso, l'« occhio di avvoltoio » sarebbe un archetipo paterno, l'emblema dell'imposizione paterna di ciò che è giusto e di ciò che è sbagliato. L'omicida, eliminando l'opprimente occhio scrutatore, si libererebbe così anche della coscienza. Secondo un'altra ipotesi, l'occhio rappresenterebbe una dimensione insondabile; solo quando viene visto aperto il velo dell'insondabilità si squarcerebbe rendendo attuabile l'omicidio. Il fulcro della storia sta tuttavia nello schema perverso che porta al compimento del delitto perfetto.
Secondo Richard Wilbur, Il cuore rivelatore costituirebbe una rappresentazione allegorica del Sonetto alla Scienza dello stesso Poe, componimento in cui viene presentato un conflitto tra scienza e immaginazione. Così, il vecchio sarebbe emblema di una mente razionale e scientifica, il narratore incarnerebbe quella immaginativa.